# Manteiga de carité

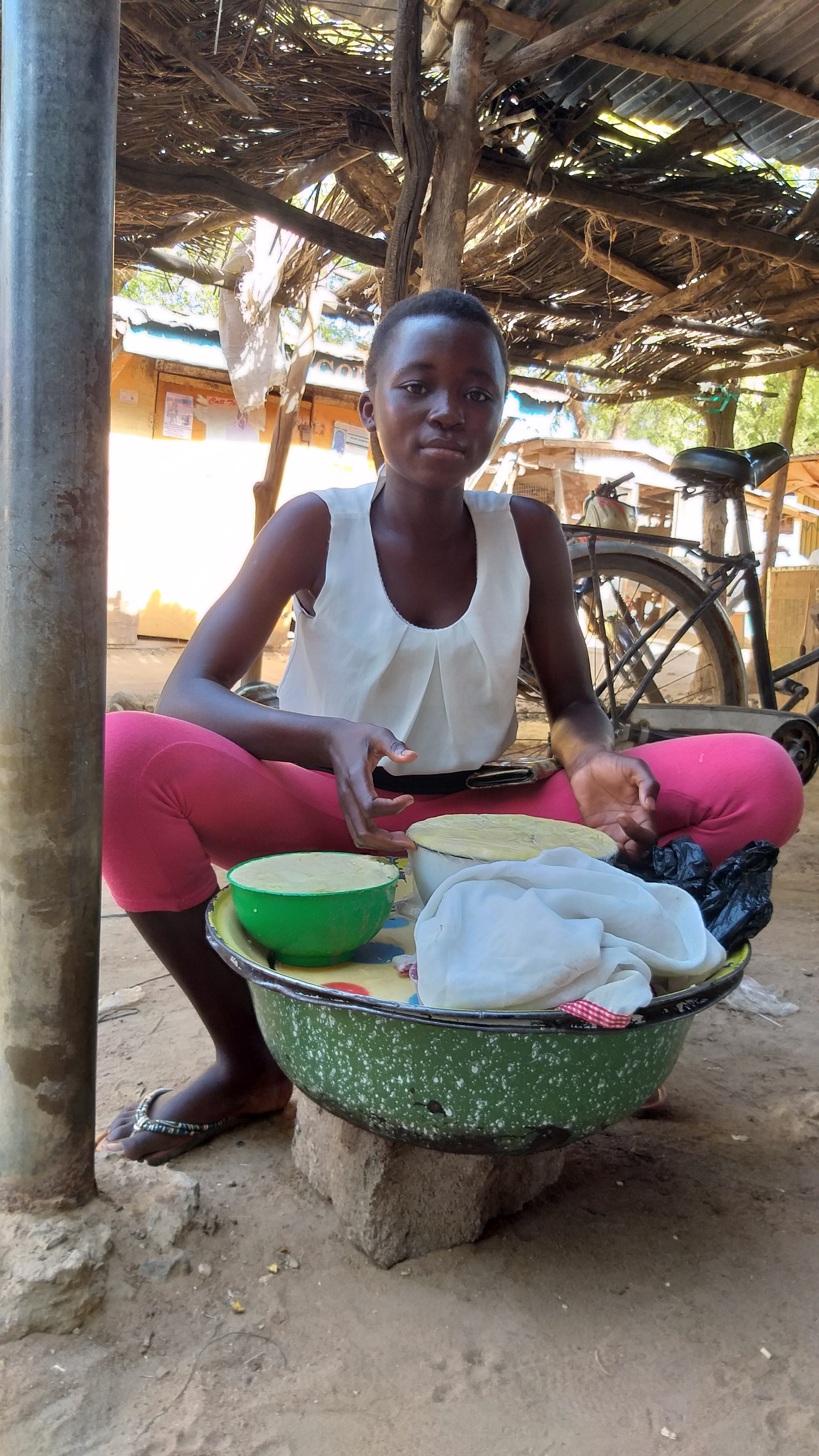
Uma jovem vendendo manteiga de carité em Gana.

Ori ou limo da costa, também chamado de banha de Ori, é uma manteiga extraída do fruto de Carité, árvore encontrada exclusivamente na África, seu nome científico é Vitellaria paradoxa C.F. Gaertn. As africanas acreditam que este fruto guarda poderes místicos, que elas guardam em segredo. 
No Brasil é bastante usado pelo povo do santo, principalmente nos rituais de iniciação ou feitura de santo e no preparo da comida de Orixá, sendo usada especialmente nas comidas de Oxalá.
É também usado em conjunto com manteiga de cacau na indústria cosmética, geralmente como protetor labial.